# Vincent Novello
Vincent Novello, född 6 september 1781, död 9 augusti 1861, var en brittisk musiker och musikförläggare.
Novello hade en italiensk far och engelsk mor, började sin bana som kyrklig körsångare och innehade därefter olika befattningar som organist. Han var en flitig kompositör av kyrkomusik. Novellos mest kända insats skedde dock som utgivare av äldre musik och som musikförläggare. 1849 flyttade han till Nice, där han avled.